# Centre Bell
Ne doit pas être confondu avec Bella Center.
« Bell Center » redirige ici. Pour le village du Wisconsin, voir Bell Center (Wisconsin).
Cet article possède un paronyme, voir Belle Center.

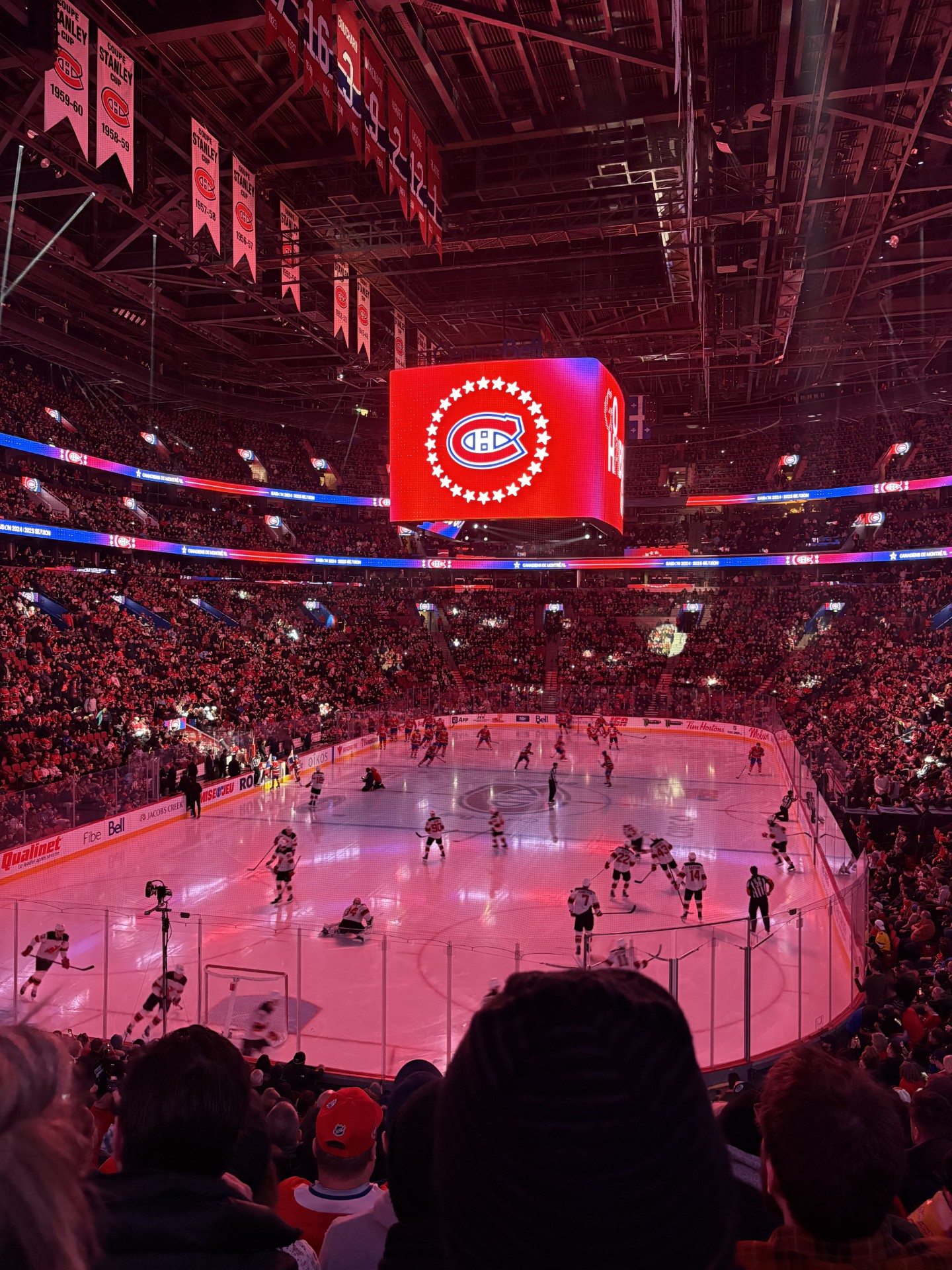
Les Canadiens de Montréal contre les Devils du New Jersey 2025

Le Centre Bell, auparavant connu sous le nom de Centre Molson, est une salle omnisports située à Montréal, au Québec (Canada). Il s'agit notamment du domicile des Canadiens de Montréal de la Ligue nationale de hockey depuis le 16 mars 1996, lorsque l'équipe a quitté le Forum de Montréal.
La salle a une capacité de 21 105 places. La salle possède 135 suites de luxe et 2 674 sièges de club. C'est la plus grande salle de la Ligue nationale de hockey et le plus grand aréna de hockey d'Amérique du Nord.
Selon le magazine Pollstar (en), le Centre Bell est l'aréna le plus fréquenté en Amérique du Nord. Il est également la deuxième salle de sports la plus fréquentée au monde, devancé par l'Aréna O2 de Londres (Angleterre). Il tombe 5e derrière le Manchester Evening News Arena (Angleterre), l'Aréna O2 de Dublin (Irlande) et le Palais des sports d'Anvers (Belgique) pour les évènements culturels et artistiques,. En 2006, il a été 4e dans le monde.

## Description
L'apparence de cet amphithéâtre est inspirée de son prédécesseur, le Forum de Montréal. L'édifice couvre une superficie de 15 622 m2, avec des dimensions de 107 m sur 146 m. Il est situé dans le centre-ville de Montréal, lié au Montréal souterrain par la station Lucien-L'Allier du Métro de Montréal tout près du 1000 De La Gauchetière ; sa structure incorpore la gare Lucien-L'Allier des trains de banlieue de Montréal, qui vient remplacer la gare Windsor, séparée des voies de chemin de fer par la construction du Centre Bell. Son coût de construction est évalué à 230 millions de dollars canadiens.
La patinoire de 26 mètres sur 61 mètres est de dimensions réglementaires pour la Ligue nationale de hockey. La glace peut être préparée en 12 heures.
La salle possédait des tableaux électroniques situés sur une structure octogonale composée des facilités audiovisuelles suivantes : quatre écrans vidéo, huit écrans matriciels et l'affichage du chronomètre, pointage et pénalités. Mais en septembre 2008, un nouveau tableau indicateur central, construit par Daktronics au coût de 8 millions de dollars, a été installé peu avant le début de la saison 2008-2009. Ce tableau est cinq fois plus gros que l'ancien et est l'un des plus grands de la Ligue nationale de hockey. De plus, il sera en mesure de recevoir un signal en haute définition pour une meilleure qualité d’image. L'aréna conserve la tradition que possédait l'ancien Forum de Montréal : la symbolique sirène qui signale les fins de périodes, les bannières de championnats de la Coupe Stanley, ainsi que les deux logos du « CH » aux sens opposés (positionnés à la verticale) sur le centre de la patinoire.
Il y a six restaurants à l'intérieur du Centre Bell :
- 1909, Taverne Moderne[9]
- La Cage aux Sports
- La Mise au Jeu
- Le 9-4-10 au Centre Bell
- Bar La mise au jeu Lounge
- Tim Hortons

### Configurations de spectacles
L'espace peut être offert en entier au public (lors de match de hockey; c'est l'Arène) ou restreint à l'aide d'un rideau (pour la venue d'un groupe rock par exemple). La section retenue portera différents noms selon le nombre de sièges ainsi offerts.
- L'Arène possède un total de 21 273 sièges et peut contenir de 14 000 à 21 500 personnes.
- L'Amphithéâtre du Centre Bell peut accueillir de 10 000 à 14 000 personnes grâce à l'utilisation des sections de places courantes et d'une partie de la glace.
- Le Théâtre du Centre Bell regroupe de 5 000 à 9 000 places dans une configuration qui permet aux artistes d'avoir une interaction et un rapport plus étroit avec le public.
- L'Hémicycle fait usage des sections de places courantes pour accueillir de 2 000 à 3 500 personnes.

## Historique
Le Chemin de Fer Canadien Pacific désire se départir de ses terrains dans le centre-ville de Montréal dès les années 1980. Les quais et voies ferrées menant à la gare Windsor et l'ensemble des terrains de l'ilot Windsor présentent une valeur de développement suffisante pour que, conjointement, Molson et le CP s'associent pour présenter un projet immobilier comprenant plusieurs tours à bureau et un stade. Devant la faiblesse des loyers de bureau dans le centre-ville, seule la construction du stade sera finalement financée et débutera le 22 juin 1993.
Officiellement, le Centre Molson (du nom de la compagnie de bière canadienne qui détient alors les droits sur le nom du Centre) a ouvert ses portes le 16 mars 1996 lors d'une partie mettant en vedette les Rangers de New York et le Canadien. Ce soir-là, l'arbitre était le vétéran Kerry Fraser. Pour cette partie, le Tricolore portait son uniforme rouge. Le bâtiment a été entièrement financé avec des fonds privés par la compagnie Molson à un coût estimatif de 230 millions de dollars canadiens (130 millions pour l'arène, 50 millions pour le terrain, et 50 millions pour les équipements et l'aménagement).

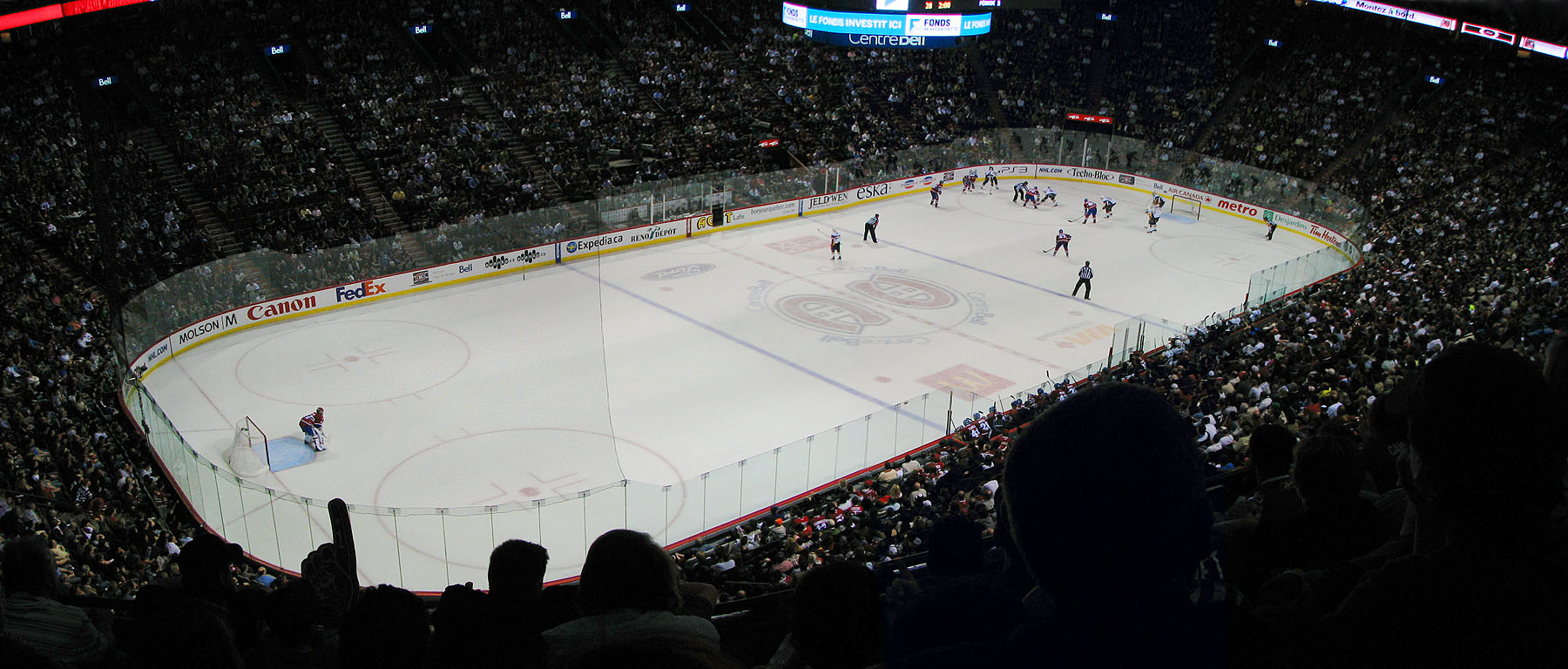
Les Canadiens de Montréal s'opposant aux Sabres de Buffalo, au Centre Bell en 2010.

Lors de la saison 2001-2002, on apprenait que George Gillet achetait l'équipe de hockey des Canadiens de Montréal de même que l'édifice connu sous le nom de Centre Molson. C'est alors que Gillett a décidé de vendre les droits du nom de l'édifice. Ainsi, l'entreprise Bell Canada s'est portée acquéreur de ces droits pour la somme de 64 millions de dollars sur les 20 années subséquentes. Ainsi, jusqu'à l'expiration du contrat de 20 ans, le Club de hockey Canadien recevra la somme de 3 millions de dollars par année. Le 26 février 2002, Bell Canada a acquis les droits d'identification du Centre Molson qui, à compter du 1er septembre 2002, est devenu le Centre Bell.
L'édifice est maintenant un des plus importants centres culturels de la ville de Montréal. En plus d'être le domicile des Canadiens de Montréal, le Centre Bell accueille chaque année plus d'une cinquantaine de spectacles, que ce soit des spectacles présentés sur la glace ou sur une scène. Le Théâtre Broadway du Centre Bell a été inauguré à l'été 2005, lorsque celui-ci a présenté plusieurs représentations de la comédie musicale Notre-Dame de Paris. De plus, de nombreux groupes et artistes internationaux, tels que Rihanna, Shakira, Bon Jovi, Kanye West, U2, The Killers, The Rolling Stones, Stevie Wonder, Shania Twain, Avril Lavigne, Lady Gaga, Corneille, Les Cowboys Fringants, La Chicane, Metallica, Mariah Carey, Britney Spears, Taylor Swift, Madonna, Daft Punk, Star Académie, Red Hot Chili Peppers, Céline Dion, Beastie Boys, Iron Maiden, Dio, Coldplay, Backstreet Boys, 50 Cent, Roger Waters, Kiss, Jonas Brothers, Rush, Justin Bieber, Selena Gomez, Ozzy Osbourne, Imagine Dragons, Rammstein, Shawn Mendes, One Direction, Travis Scott, Olivia Rodrigo et Sabrina Carpenter ont donné une prestation sur la scène du Centre Bell.
En 2008, le logo du Centre Bell a été modifié pour correspondre au nouveau logo de la compagnie propriétaire, Bell Canada. Contrairement à l’ancienne version du logo, il n’y a plus de version anglophone. Ainsi, en anglais et en français, l’inscription du logo reste « Centre Bell ».
Dans le cadre des activités du centenaire du canadien, le 4 décembre 2008, des statues commémoratives de Jean Béliveau, Maurice Richard, Guy Lafleur et Howie Morenz, quatre joueurs parmi les plus grands de l'histoire de l'équipe des Canadiens de Montréal, sont inaugurées sur la place du centenaire, érigée là où Molson et le CP projetaient d'ériger une tour, à l'extrémité nord-ouest de l'ilot Windsor. Le 9 octobre 2009, la rue de la Gauchetière, entre les rues Peel et de la Montagne, où le Centre Bell a pignon sur rue, change de nom pour devenir l'avenue des Canadiens-de-Montréal.

## Événements
(novembre 2014).

## Chandails retirés
- 1 Jacques Plante 7 octobre 1995
- 2 Doug Harvey 26 octobre 1995
- 3 Émile Bouchard 4 décembre 2009
- 4 Jean Béliveau 9 octobre 1971

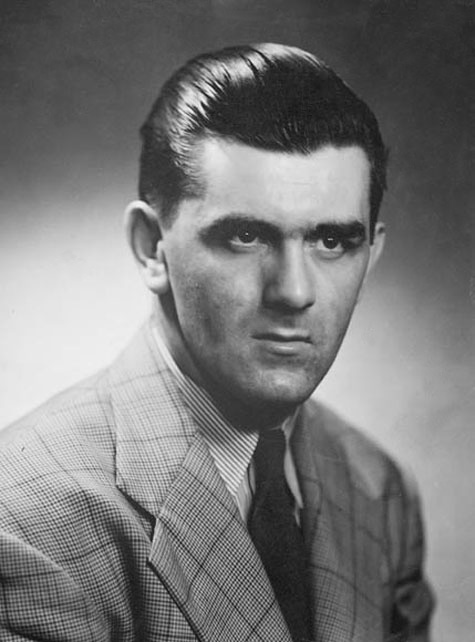
Maurice Richard

- 5 Bernie « Boom-Boom » Geoffrion 11 mars 2006
- 5 Guy Lapointe 8 novembre 2014
- 7 Howie Morenz 2 novembre 1937
- 9 Maurice « The Rocket » Richard 6 octobre 1960
- 10 Guy Lafleur 16 février 1985
- 12 Dickie Moore et Yvan Cournoyer 12 novembre 2005
- 16 Henri Richard 10 décembre 1975
- 16 Elmer Lach 4 décembre 2009
- 18 Serge Savard 18 novembre 2006
- 19 Larry Robinson 19 novembre 2007
- 23 Bob Gainey 23 février 2008
- 29 Ken Dryden 29 janvier 2007
- 33 Patrick Roy 22 novembre 2008

Le 18 octobre 2005, l'organisation des Canadiens de Montréal rend hommage aux défunts Expos de Montréal de la Ligue majeure de baseball, qui ont quitté pour Washington l'année précédente, en retirant les numéros suivants :
- 8 Gary Carter
- 10 Andre Dawson et Rusty Staub
- 30 Tim Raines

## Dans les médias

### Musique

#### Album
| Titre                                         | Artiste          | Sortie | Notes                                       |
| --------------------------------------------- | ---------------- | ------ | ------------------------------------------- |
| Live au Centre Bell, 22 septembre 2006        | Les Respectables | 2006   |                                             |
| La Quête. The Quest (Show Vs. Business)       | Jonas            | 2007   | 3 chansons furent enregistrées              |
| Tournée mondiale Taking Chances: Le Spectacle | Céline Dion      | 2010   | tout le concert enregistré                  |
| The Book of Souls: Live Chapter               | Iron Maiden      | 2017   | seulement la chanson Children of the Damned |

#### DVD
| Titre                                               | Artiste   | Sortie | Notes                             |
| --------------------------------------------------- | --------- | ------ | --------------------------------- |
| Marie-Mai Live au Centre Bell - Traverser le Miroir | Marie-Mai | 2014   |                                   |
| Racine carrée Live                                  | Stromae   | 2015   | Également disponible sur YouTube. |

#### Chanson
| Titre                     | Artiste      | Album                    | Passage |
| ------------------------- | ------------ | ------------------------ | --- |
| Le Fantôme du Forum       | Mes Aïeux    | La Ligne Orange (2008)   | Puis vint la descente aux enfers / Mais peut-on blâmer la malchance / Quand du vieux forum au Centre Bell / Pour un fantôme c'est un long distance |
| Le Belmont to Bell Center | Cee & Dr Mad | Steps to the Peak (2013) | From Le Belmont to Bell Center / Eevery journey has an element of hell's winter / And to some it's all the same, they only spelled different / I'm feeling like the dream is tangible like hell yeah bruh, hell yeah. Traduction française: Du Belmont au Centre Bell / Le voyage d'Eevery a un élément de l'hiver infernal / Et pour certains c'est la même chose, ils n'épelaient que différents / Je me sens comme le rêve est tangible comme l'enfer ouais bruh, l'enfer ouais. |

### Autre
- En 2002, l'émission La Fureur enregistre au Centre Bell à l'occasion du passage de Céline Dion. L'année suivante, Véronique Cloutier clôt la cinquième saison, sa dernière saison en tant qu'animatrice[14].

## Galerie

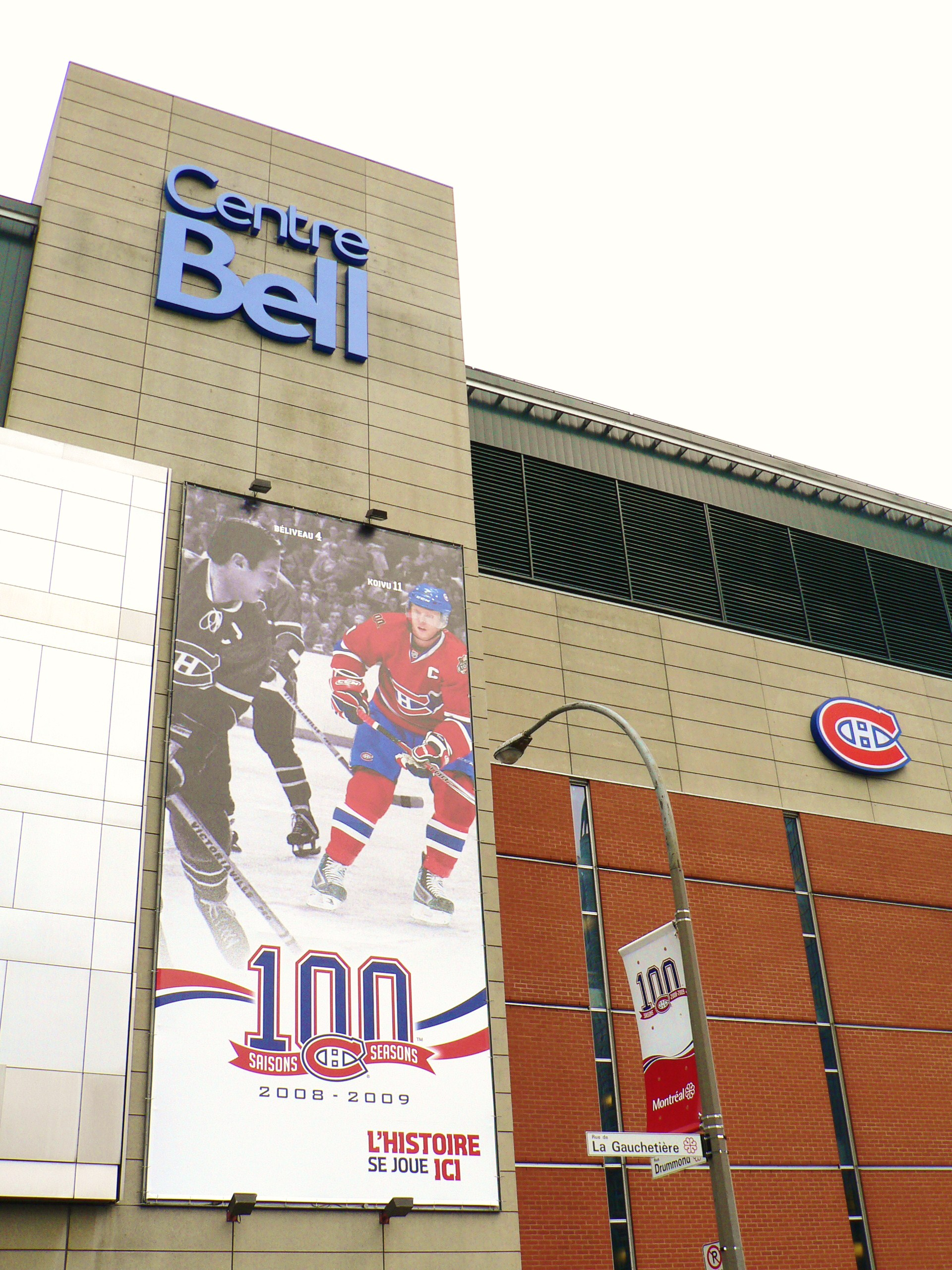
Façade du Centre Bell
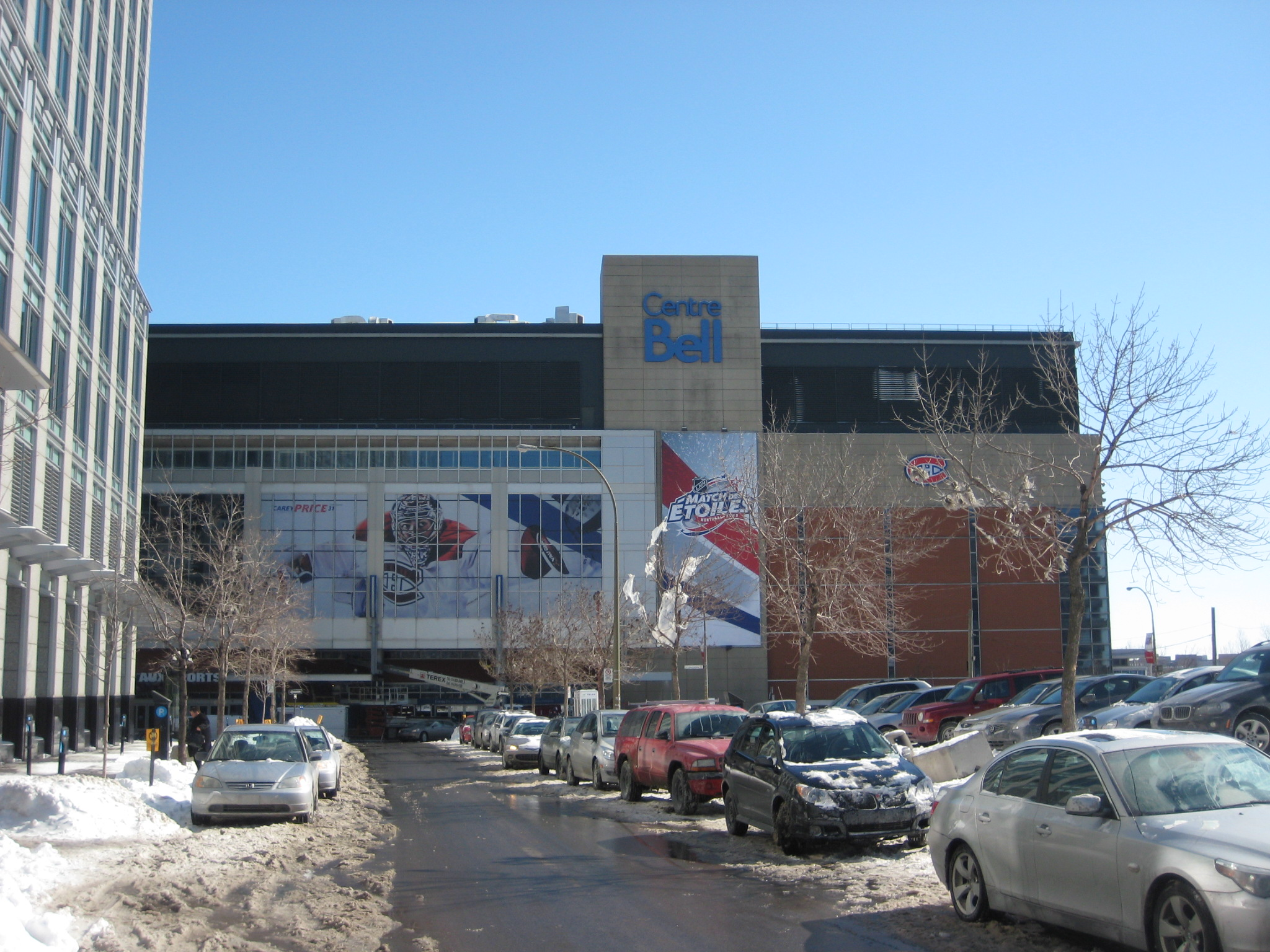
Extérieur du Centre Bell en 2009
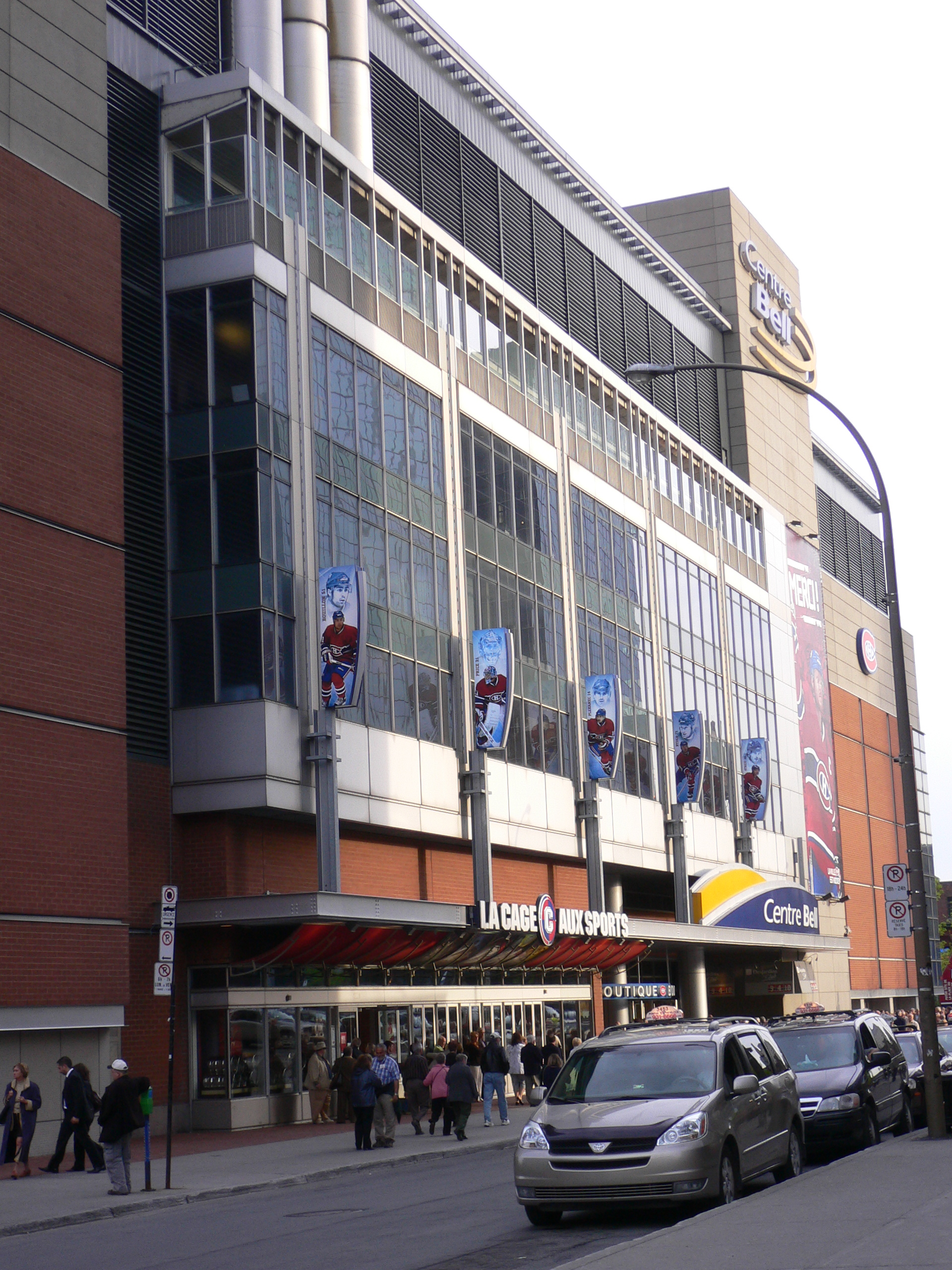
Centre Bell
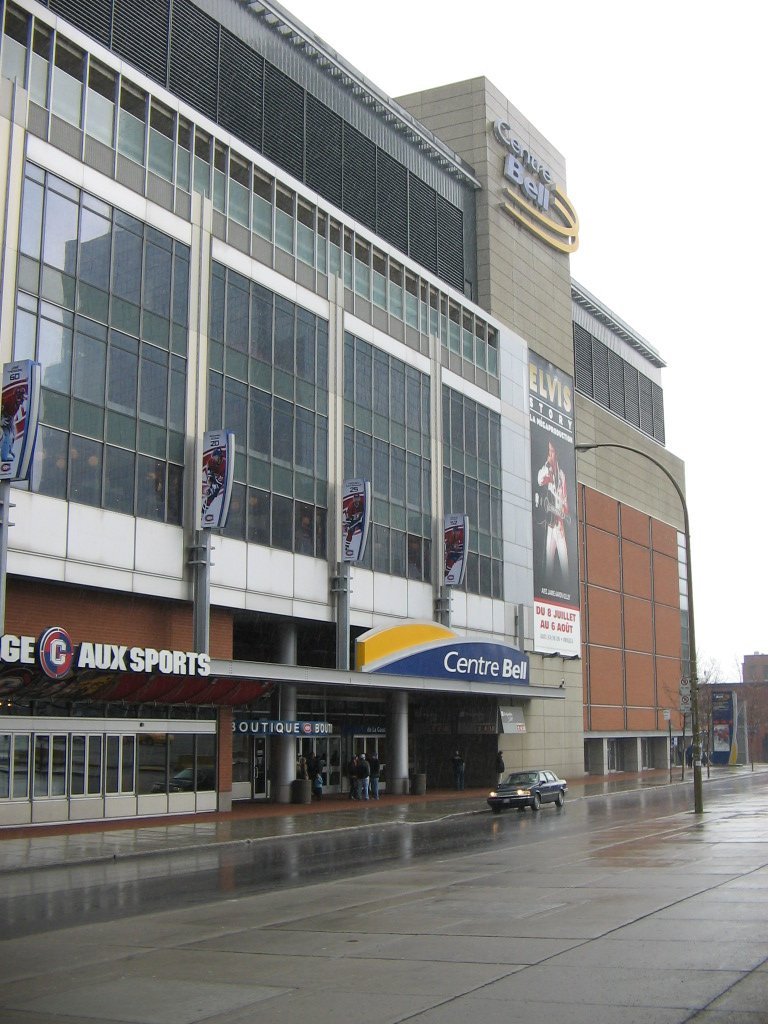
Façade, avenue des Canadiens-de-Montréal
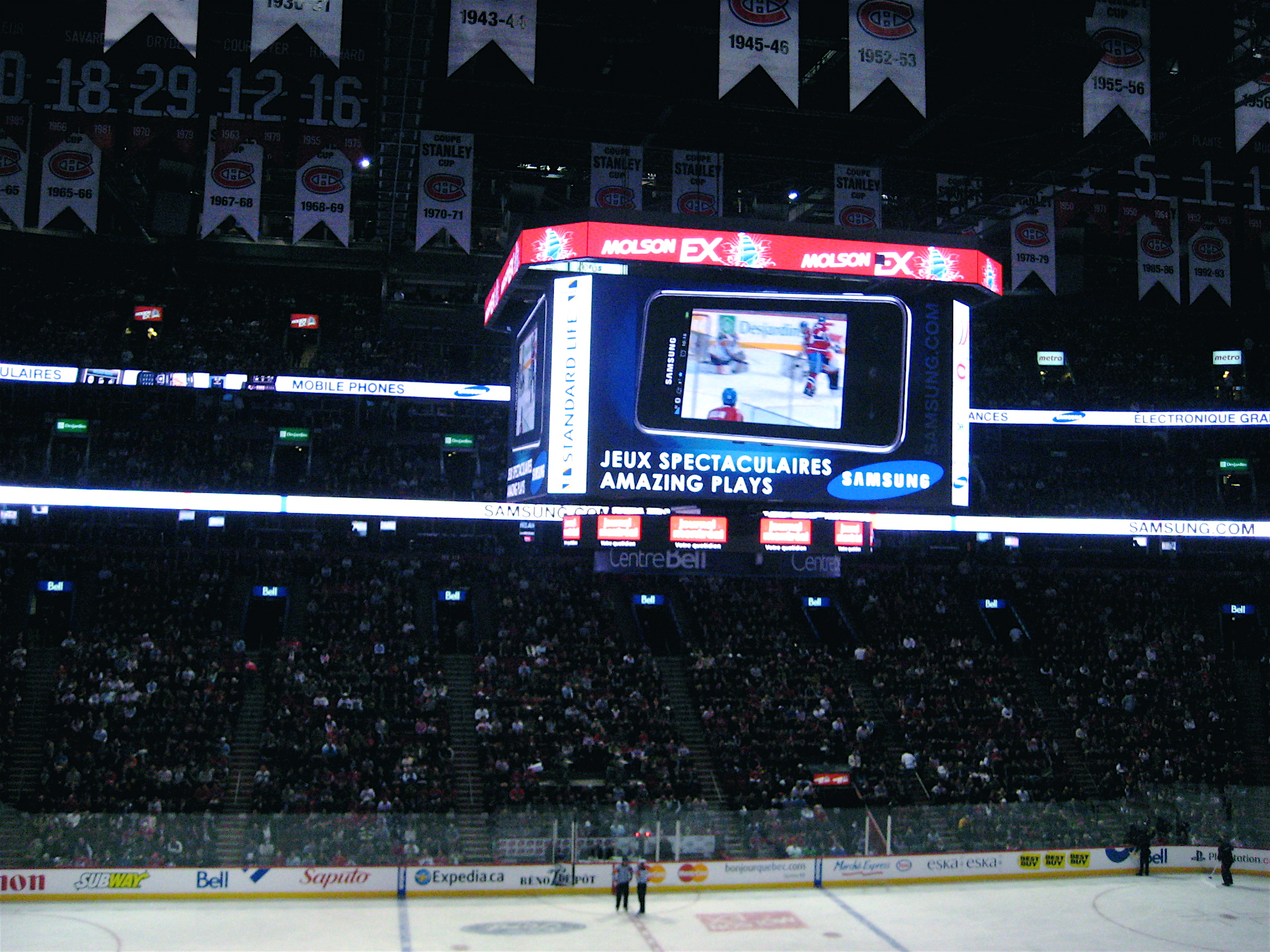
Intérieur du Centre Bell
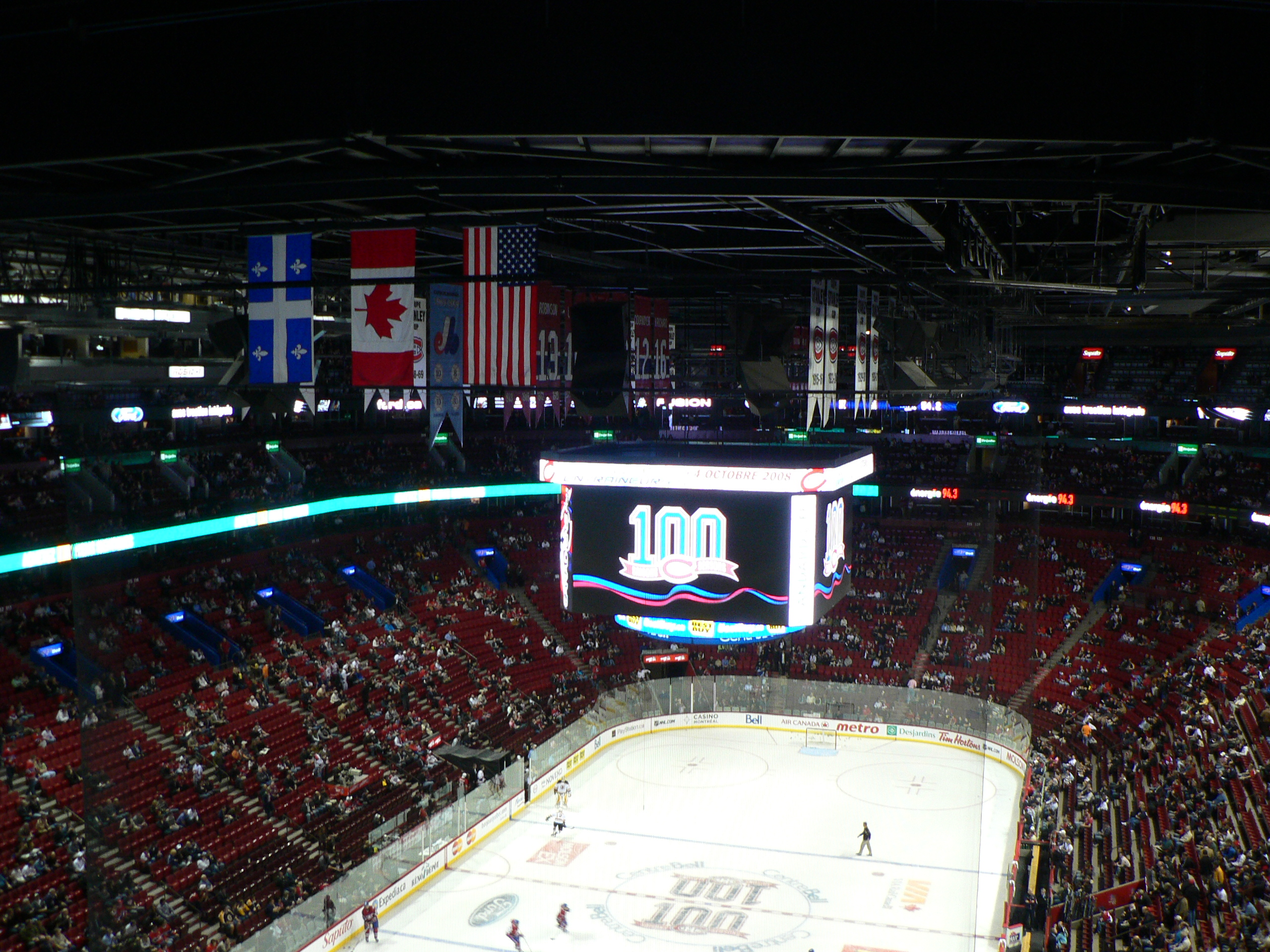
L'intérieur du Centre Bell (2008)
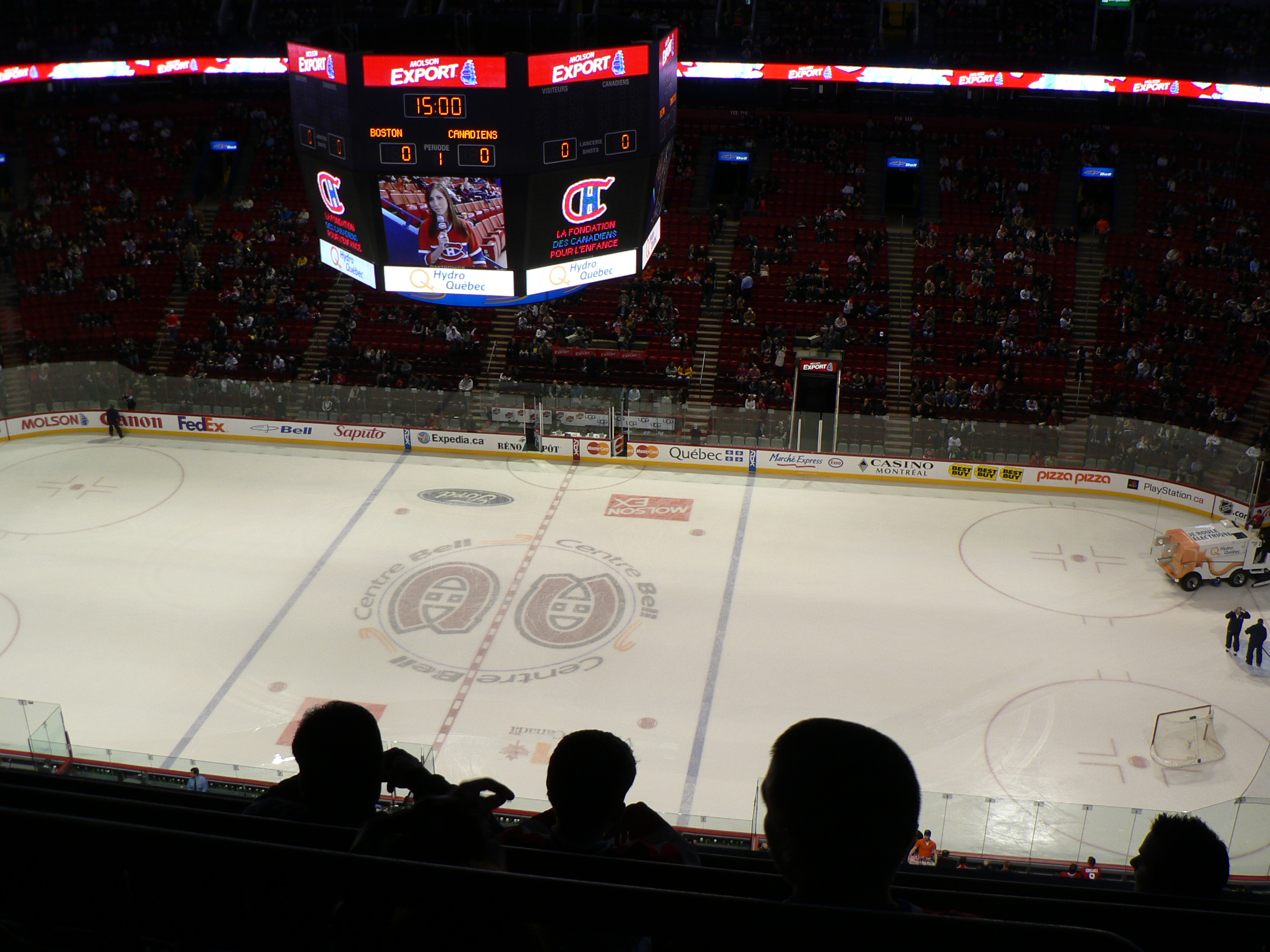
Patinoire des Canadiens (2007)
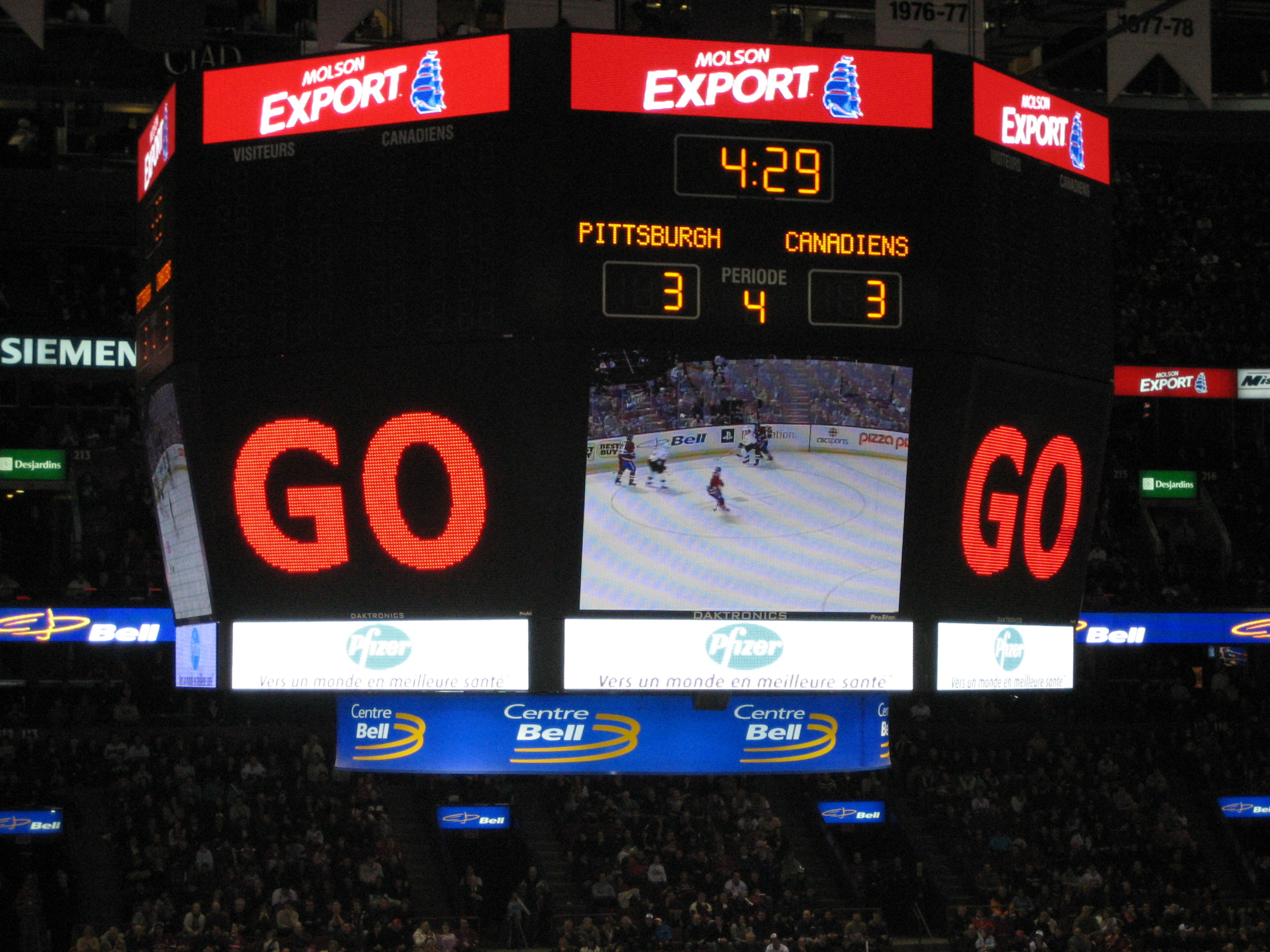
L'ancien tableau d'affichage (2007)
Ancien logo (2002-2008)